# 東京暮色
『東京暮色』（とうきょうぼしょく）は、小津安二郎監督による1957年の日本映画。

## 概要

ポスター

小津にとっては最後の白黒作品であり、昭和の大女優、山田五十鈴が出演した唯一の小津作品でもある。『東京暮色』はジェームズ・ディーンの代表作であるハリウッド映画『エデンの東』（1955年）の小津的な翻案とされる。どちらも妻が出奔しているが、『エデンの東』では兄弟だった子供たちが姉妹に置き換えられている。次女明子役に当初岸恵子を想定していたが、『雪国』の撮影が延びてスケジュールが合わなくなったため、有馬稲子がキャスティングされた。
本作は戦後の小津作品の中でも際立って暗い作品である。内容の暗さもさることながら、実際に暗い夜の場面も多く、明子役の有馬稲子は全編を通じて笑顔がない。このような内容に、共同脚本の野田高梧は本作に対して終始批判的であり、脚本執筆でもしばしば小津と対立、完成作品に対しても否定的だったとされる。小津当人は自信を持って送り出した作品だったが、同年のキネマ旬報日本映画ランキングで19位であったことからわかるように一般的には「失敗作」とみなされ小津は自嘲気味に「何たって19位の監督だからね」と語っていたという（ちなみに前作『早春』は6位、次回作『彼岸花』は3位である）。與那覇潤は杉山周吉が「京城」へ赴任した時に妻が出奔した点に着目する。彼は『戸田家の兄妹』での天津、『宗方姉妹』の大連とあわせて「天津-大連-京城」という一連の地名の連鎖に志賀直哉の『暗夜行路』の影響を見る。
「菅井の旦那」役の菅原通済は『彼岸花』『秋日和』など戦後の小津作品にワンポイントでよく出ているが、本職は俳優ではなく実業家であり、昭和電工事件（1948年）への関与も疑われた人物。劇中、川口（高橋貞二）が明子の苦境を面白おかしく語るシーンで、高橋貞二は当時人気があった野球解説者小西得郎の口調を真似ている。「なんとー、申しましょうかー」は小西のよく使ったフレーズ。

## あらすじ
1957年1月、東京の銀行で働く杉山周吉（笠智衆）は東京で次女の明子（有馬稲子）と二人暮らし。しかし長女の孝子（原節子）は夫との折り合いが悪く、幼い娘を連れて実家に戻っている。
明子は短大卒業後に就職はしないで英文速記学校の学生をしているが、遊び人の川口（高橋貞二）など素性の良くないグループととつきあうようになり、その中の一人である木村（田浦正巳）と肉体関係を持ち、密かに彼の子を身籠っていた。中絶費用を手に入れるため、明子は叔母の重子（杉村春子）に金を借りようとするが断られ、重子からこれを聞いた周吉はいぶかしく思うが、明子は誰にも本当のことを言おうとしない。
明子は木村に相談するが彼にはまったく誠意が見られず、その後木村は明子を避けるようになる。
明子は、グループのメンバーがしばしば利用している雀荘の女主人、喜久子（山田五十鈴）が自分のことを尋ねていたと聞き、彼女こそ自分の母ではないかと疑うようになる。母はかつて周吉が京城（ソウル）に赴任していたときに周吉の部下と深い仲になり、出奔していたのだった。
ある日、重子が周吉と孝子を訪れ、街で偶然喜久子と出会って近況を聞いたと告げる。孝子は雀荘を訪れて喜久子に会い、喜久子が母親であることを明子には言わないでほしいと頼む。
明子は周吉の友人に嘘をついて借りた金で中絶手術を受けた後、喜久子がやはり母親だったことを知る。自分が本当に父の子なのかを疑っている明子はそのことを母に質す。母はあなたは本当に私たちの子だと言うが明子の疑いは晴れない。
すべてに絶望した明子は自殺を企て、踏切で列車に飛び込む。病院のベッドでは「死にたくない」と繰り返した明子だったが、まもなく経った1957年2月18日に死んでしまう。その数日後、喪服姿の孝子が雀荘を訪れ、喜久子に明子の死を告げる。
その後、孝子はもう一度生活をやり直そうと夫のもとへ戻る決心をする。一方喜久子は東京から離れるため、共に雀荘を経営していた中年男、相島（中村伸郎）の誘いに乗って北海道の室蘭へと移転してゆく。

## スタッフ
- 監督：小津安二郎
- 脚本：野田高梧、小津安二郎
- 企画：山内静夫
- 撮影：厚田雄春
- 美術：浜田辰雄
- 録音：妹尾芳三郎
- 照明：青松明
- 音楽 : 斎藤高順
- 装置 : 高橋利男
- 装飾 : 守谷節太郎
- 衣裳 : 長島勇治
- 現像 : 林龍次
- 編集 : 浜村義康
- 監督助手：山本浩三
- 撮影助手：川又昂
- 録音助手 : 岸本眞一
- 照明助手 : 佐藤勇
- 録音技術 : 鵜澤克己
- 進行 : 清水富二

## 配役
- 沼田孝子：原節子 (東宝)
- 杉山明子：有馬稲子 - 孝子の妹。

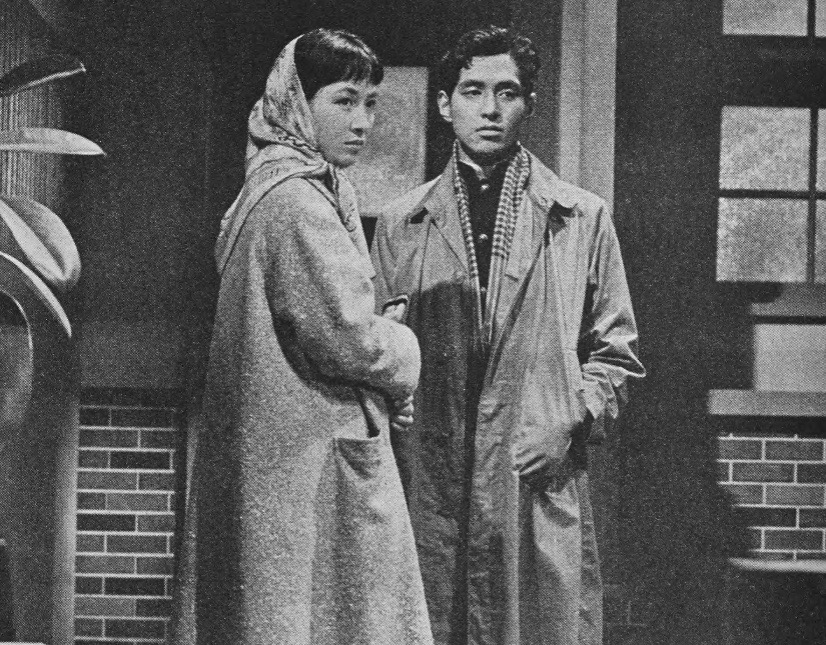
有馬稲子、田浦正巳

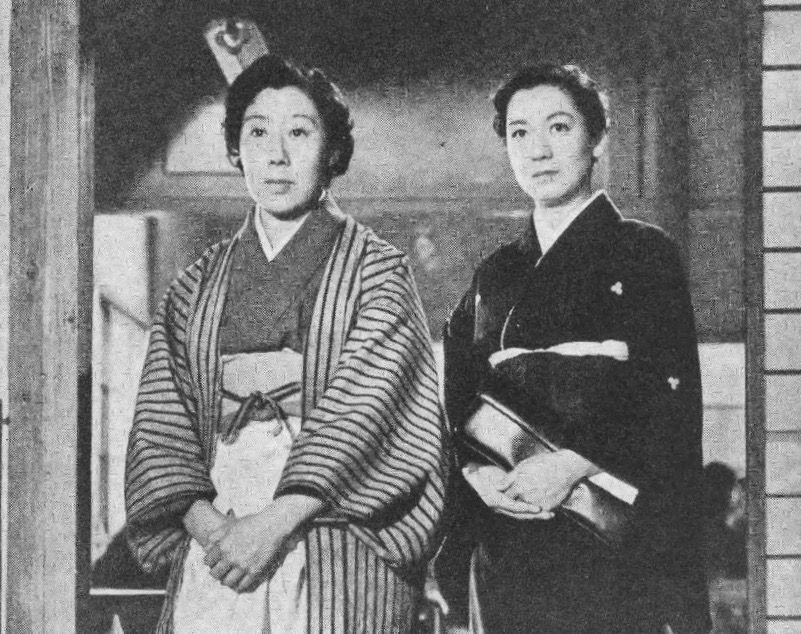
山田五十鈴、原節子

- 杉山周吉：笠智衆 - 孝子と明子の父。銀行の監査役。
- 相島喜久子：山田五十鈴 - 壽荘（麻雀屋）の女将。周吉の元妻。
- 川口登：高橋貞二 - 明子の遊び仲間。
- 木村憲二：田浦正巳 - 明子の恋人。
- 竹内重子 : 杉村春子 (文学座) - 周吉の妹。
- 関口積 : 山村聡 - 周吉の旧友。
- 沼田康雄 : 信欣三 (民芸) - 孝子の夫。
- 下村義平 : 藤原釜足 (東宝) - 珍々軒の主人。
- 相島栄：中村伸郎 (文学座) - 壽荘（麻雀屋）の主人。喜久子の現在の夫。
- 刑事・和田：宮口精二 (文学座) - 深夜喫茶にいた明子を補導。
- 富田三郎：須賀不二夫 - バーテン。川口の仲間。
- 小松の女主人・お常 : 浦辺粂子 (大映)
- 女医・笠原 : 三好栄子 (東宝)
- 小松の客 : 田中春男 (東宝)
- 前川やす子 : 山本和子 - 川口の仲間。
- 家政婦・富沢 : 長岡輝子 (文学座)
- バアの女給 : 櫻むつ子
- バアの客 : 増田順二
- 警官：山田好二
- 松下昌太郎 : 長谷部朋香 - 川口の仲間。
- 「お多福」のおやぢ：島村俊雄
- 沼田道子：森教子 - 孝子と康雄の幼い娘。
- 菅井の店の小店員：石川克二（劇団若草）
- 菅井の旦那：菅原通済 (特別出演) - 川口たちの麻雀仲間。
- 銀行の重役：山吉鴻作
- 銀行の給仕：川口のぶ、空伸子
- うなぎ屋の小女：伊久美愛子
- 麻雀屋の客：城谷皓二、井上正彦、末永功
- 義平の細君：秩父晴子
- 深夜喫茶の客：石山龍嗣、佐原康、篠山正子、高木信夫、中村はる江、寺岡孝二
- 取調べを受ける中老の男：谷崎純
- 受付の警官：今井健太郎
- 笠原医院の女患者：宮幸子
- バアの客：新島勉、朝海日出男、鬼笑介
- 町の医院の看護婦：千村洋子

## 作品データ
- 製作 : 松竹大船撮影所
- フォーマット : 白黒　スタンダードサイズ（1.37:1）　モノラル
- 初回興行 :
- 同時上映 :